# Житнє
Жи́тнє — село Роменського району Сумської області України. Населення становить 638 осіб. Входить до складу Роменської міської громади. До 2020 орган місцевого самоврядування - Миколаївська сільська рада.

## Географія
Село Житнє розташоване на правому березі річки Ромен, вище за течією на відстані 1 км розташоване село Погреби, нижче за течією на відстані 2 км розташоване місто Ромни, на протилежному березі — село Миколаївка. На відстані 1 км розташовані села Овлаші і Москівщина. Поруч проходить залізниця, станція Житнє. Село розташоване в зоні лісостепу. У селі є ставок, названий «Ковалівка». 

## Флорі і фауна
Село Житнє знаходиться у зоні лісостепу, що визначає його природне різноманіття. 

### Флора
У цій місцевості поширені:
- Лісові рослини: дуб, клен, граб, липа, сосна, береза.
- Лугові трави: конюшина лучна, ковила, тимофіївка лучна, пирій повзучий, ромашка лікарська, дзвоники.
- Водна рослинність: очерет звичайний, рогіз широколистий і вузьколистий, водяна лілія, жабурник звичайний.

### Фауна
Тваринний світ представлений:
- Ссавцями: лисиця, заєць-русак, козуля, їжак, куниця, дикий кабан.
- Птахами: лелека білий, соловейко, сова, дятел, перепілка, ластівка.
- Земноводними та плазунами: жаба озерна, ящірка зелена, вуж звичайний.
- Рибами (у місцевих водоймах): карась, окунь, щука, лин.

Екосистема села сприятлива для багатьох видів рослин і тварин завдяки поєднанню полів, луків, річок та лісосмуг.

## Історія
Станове козацьке село. Засноване в межах Лубенського полку Гетьманщини. З 1917 — у складі УНР. Окуповане комуністичними військами. Село постраждало від геноциду українського народу, проведеного урядом СРСР 1932—1933 та 1946—1947. Чоловіче населення майже повністю арештоване мобілізаційними групами НКВД 1943 року та доведене до смерті під час форсування Дніпра.

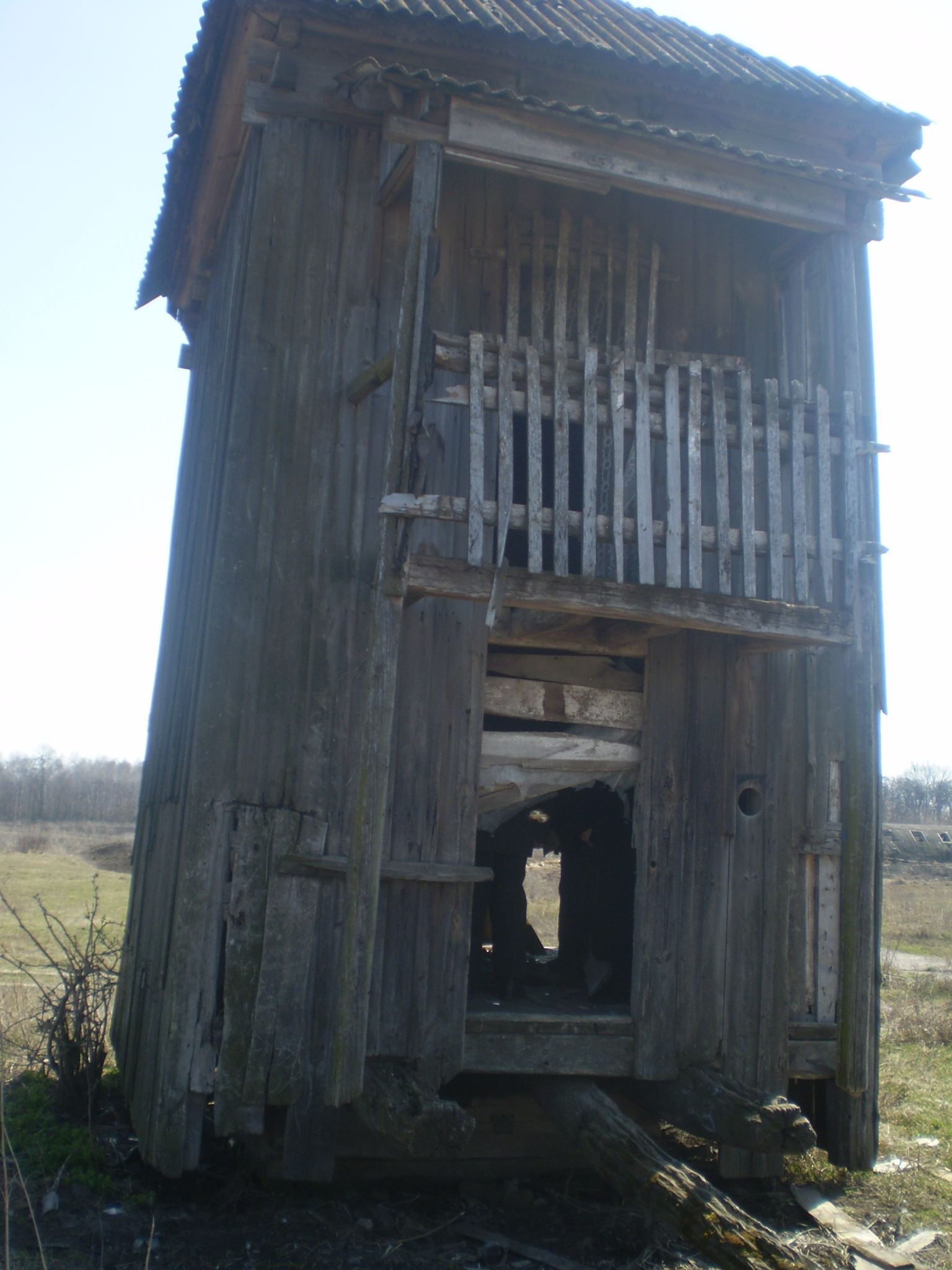
Вітряк (дер.) на околиці села Житне 59-241-0043. Збудований у 1924 році

1 грудня 1991 абсолютна більшість мешканців села проголосувала за відновлення державної незалежності України. Декомунізація проведена частково.
12 червня 2020 року, відповідно до розпорядження Кабінету Міністрів України № 723-р «Про визначення адміністративних центрів та затвердження територій територіальних громад Сумської області», село увійшло до складу Роменської міської громади.
19 липня 2020 року, в результаті адміністративно-територіальної реформи та ліквідації Роменського району(1930—2020), увійшло до складу новоутвореного Роменського району.
19 вересня 2024 року Верховна Рада підтримала перейменування села Житне на Житнє. 26 вересня 2024 року перейменування набуло чинності.

## Відомі люди
- Ляшенко Лука Іванович (1898—1976) — український письменник, кінорежисер, актор
- Прокопенко Георгій Миколайович (*25 квітня 1914 — †14 липня 1944, Львів) — бойовий льотчик сталінських військ.
- Смілін Сергій Сергійович  — український військовослужбовець, капітан Національної гвардії України, учасник російсько-української війни[4].
- Ярош Максим (1995-2023)— український військовий, учасник російсько-української війни[5][6]